# 新聲律啟蒙
〈新聲律啟蒙〉是《三六九小報》的專欄之一，以台語創作韻文，是日治時期台灣話文運動的一環，亦受全島擊缽吟比賽環境所影響。該專欄幾乎期期刊出，共計469篇，具有一定的影響力。〈新聲律啟蒙〉模仿但並不完全遵守漢塾童蒙《聲律啟蒙》之框架，以台語詞彙創作兼具娛樂性與批判性的母語韻文，其內容雖口語白話、不避鄙俗，卻又以押韻對仗等優雅文學，呈現出亦雅亦俗、「講話媠氣」的獨特文學形式。其用字方面，除本字外，亦充分運用了借音字、借義字和新造字等。其主要創作者有趙雅福、洪舜廷、蘇友章等人。

## 內容
用語不避俚俗、充斥嘻笑謾罵，舉凡人體私密部位、性議題、詈語等無一不可入文。作者在運用短語、俗諺、民間戲曲典故、成語時，常經過巧妙安排、拆解重組、加枝添葉，達到誇飾、對比、隱喻等文學效果，使得上下文天衣無縫，充分融入言語脈絡之中。在選字上，善用虛詞營造出對比張力，如「忄勿」與「著」、「有」與「無」等。句式方面，善用對偶的形式，營造出步步進逼、語意不斷增強的氣氛，以加強文字的效果。

## 腳註
1. 1 2  楊秀芳 (2012).
2. ↑  陳麗真 (2011).

## 外部連結
- 新聲律啟蒙 （页面存档备份，存于）